# ولادالرياحي ولاد عمر (النجاجعة)
ولادالرياحي ولاد عمر هو دُوَّار يقع بجماعة سوق الثلاثاء، إقليم القنيطرة، جهة الرباط سلا القنيطرة في المملكة المغربية. ينتمي الدوّار لمشيخة النجاجعة التي تضم 12 دوار. يقدر عدد سكانه بـ 504 نسمة حسب الإحصاء الرسمي للسكان والسكنى لسنة 2004.

## روابط خارجية
- البوابة الوطنية للجماعات الترابية
- المندوبية السامية للتخطيط